# 友谊街道 (佳木斯市)
友谊街道，是原中华人民共和国黑龙江省佳木斯市郊区下辖的一个乡镇级行政单位。佳政函【2016】29号文件将友谊街道撤销，各社区由郊区直辖。

## 行政区划
原友谊街道下辖以下地区：
八一社区、火电社区、万新社区、北焦化社区、北义兴社区、红旗社区、江北社区、收获社区、荣军社区、华园社区、嘉木社区和长安社区。